# Jaciment de Les Moreres
Les Moreres és un jaciment arqueològic d'època paleolítica, situat al terme municipal de Granyena de les Garrigues, a l'oest de la comarca (Les Garrigues), inclòs a l'Inventari del Patrimoni Arqueològic i Paleontològic de Catalunya.

## Descripció
El jaciment de Les Moreres és datat del 90.000 a 3.000 a.n.e, durant el Paleolític mitjà. Altres fonts indiquen una datació neolítica. Es troba a un extrem del terme de Granyena, molt a prop del terme de El Soleràs. Aquest jaciment està situat en un terreny de terrasses baixes cultivades d'oliveres i ametllers, a les vores de les terrasses presenta afloraments d'aigua.
Actualment el jaciment està destruït per l'extracció de graves.

## Troballes arqueològiques
El jaciment és un lloc d'habitació sense restes d'estructures. Durant unes prospeccions superficials, van aparèixer més de cent peces de silex, esclats, microlits, fragments de làmines, diversos nuclis i un esclat de quarsita. Algunes d'aquestes peces presenten retocs.